# Ray McKinley
Pour les articles homonymes, voir McKinley.
Ray McKinley (1910-1995) est un batteur, chanteur et chef d'orchestre américain de jazz.

## Biographie

### Jeunesse
Vers l'âge de 5 ans Ray McKinley découvre la batterie et obtient son premier instrument à 9 ans. Les années suivantes, il enchaine les expériences dans les nombreux groupes de Fort Worth (Black and Gold Serenaders, Savage Cummings ou Duncan Marion's) et acquiert en autodidacte la maîtrise de son instrument et une reconnaissance locale. En 1926, il part en tournée pour la première fois en dehors de Fort Worth avec le groupe Serenaders dirigé par Duncan. Il rejoint ensuite le chanteur Beasley Smith qu'il accompagne jusque 1928 et enchaine avec l'orchestre de Tracy-Brown.

### Carrière musicale
Il rejoint en 1929 le chanteur Smith Ballew. McKinley fait la rencontre du musicien Glenn Miller. Ils deviennent amis et ce jusqu'à la mort de Miller en 1944. En 1934, McKinley et Miller rejoignent le groupe The Dorsey Brothers. Miller quitte le groupe en décembre pour accompagner le chef d'orchestre Ray Noble tandis que McKinley choisit de rester.
Les frères Dorsey se séparent l'année suivante en raison de divergences musicales et Jimmy Dorsey conserve la majorité des musiciens dont McKinley qui continue à l'accompagner jusqu'en 1939. Il codirige ensuite un orchestre avec le tromboniste Will Bradley. Il se fait remarquer en tant que chanteur en particulier avec les titres Scrub Me Mama with a Boogie Beat ou Bounce Me Brother with a Solid Four, et surtout Beat Me Daddy, Eight to the Bar qu'il enregistre au début de l'année 1940 et qui s'écoule rapidement à plus de 100 000 copies,,.
McKinley est en désaccord musicale avec Bradley, qui préfère davantage les balades et leur collaboration prend fin en 1942. Il choisit de former son propre groupe. Il trouve des musiciens puis s'entraîne quelque temps avec eux à Patchogue, un quartier de Long Island. Une fois prêt, le groupe se produit dans la région de New York et réalise quelques enregistrements pour Capitol Records. La durée de vie du groupe est cependant courte car McKinley est appelé à effectuer son service militaire et il doit dissoudre le groupe. En 1943 il rejoint le Army Air Force Band, l'orchestre de jazz et de danse militaire dirigé par Glenn Miller, dans un premier temps à Atlantic City puis à New Haven. Lors d'une tournée de plusieurs mois en Angleterre, McKinley dirige également un petit groupe nommé Swing Shift. Après la mort de Miller en décembre 1944, il codirige ce groupe avec l'arrangeur Jerry Gray pendant quelques mois. 
Au début de l'année suivante McKinley forme un nouveau grand orchestre moderne et engage les arrangeurs Eddie Sauter et Deane Kincaide qui lui composent des morceaux originaux. Cette musique est parfois difficile à interpréter pour le groupe et malgré de bons arrangements le résultat est plutôt inconstant,.

### Dernières années
En raison de problèmes de santé, McKinley dissout son groupe en 1951 et fait une pause musicale pendant quelque temps. McKinley poursuit ensuite une carrière musicale plus aléatoire parfois en leader parfois en animateur pour la radio ou la télévision. Aidé par le succès du film The Glenn Miller Story avec James Stewart qui paraît en 1954, McKinley reprend en 1956 la direction de l'orchestre de Glenn Miller, rendant hommage à la musique d'origine du tromboniste et en y ajoutant quelques touches personnelles. Il mène ce groupe jusqu'en janvier 1966, avec lequel il part en tournée en Europe, aux États-Unis et au Japon, effectuant quelques enregistrements pour le label RCA Victor. Dans les années 1970, Ray McKinley effectue encore à l'occasion quelques interprétations, sa dernière séance d'enregistrement a lieu en 1977 pour le label Chirascuro.